# محوطه شماره ۵ تول
محوطه شماره ۵ تول مربوط به دوران‌های تاریخی پس از اسلام است و در شهرستان طوالش، بخش مرکزی، روستای تول واقع شده و این اثر در تاریخ ۱۶ شهریور ۱۳۸۳ با شمارهٔ ثبت ۱۱۱۲۰ به‌عنوان یکی از آثار ملی ایران به ثبت رسیده است.